# Drapeau du Connecticut
 (juin 2023).
Si vous disposez d'ouvrages ou d'articles de référence ou si vous connaissez des sites web de qualité traitant du thème abordé ici, merci de compléter l'article en donnant les références utiles à sa vérifiabilité et en les liant à la section « Notes et références ».
Le drapeau du Connecticut est le drapeau officiel de l'État américain du Connecticut. Il se compose d'un écu blanc où figurent trois pieds de vigne, chacun portant trois grappes de raisin, sur un fond bleu azur. La bannière sous le bouclier porte l'inscription Qui Transtulit Sustinet (« Celui qui l'a transplanté le maintient »), devise de l'État.
L'Assemblée générale du Connecticut a approuvé le drapeau en 1897. Le sceau est inspiré de celui de la colonie de Saybrook, établie en 1639. Le sceau original représentait quinze vignes et une main en haut à gauche, avec un rouleau portant l'inscription Sustinet qui transtulit. Lorsque la colonie du Connecticut acheta Saybrook, en 1644, le sceau lui fut transféré.
Le 25 octobre 1711, le gouverneur et la l'Assemblée législative modifièrent la loi et le sceau : le nombre de vignes fut réduit de quinze à trois, représentant les trois plus anciens établissements du Connecticut (respectivement : Windsor, Wethersfield et Hartford), ou encore les trois colonies à l'origine du Connecticut : les colonies de New Haven, Saybrook et Connecticut, qui donnèrent naissance, au XVIIe siècle à l'État du Connecticut. L'emplacement de la devise et sa formulation furent également modifiés à ce moment-là.